# Inductrack
Az Inductrack egy passzív, hibatűrő elektrodinamikus mágneses levitációs rendszer, mely a pályán elhelyezkedő zárt tekercseket (vagy réz/alumíniumlapokat) és a járművön található Halbach-tömbbe rendezett permanens mágneseket használja a mágneses levitációhoz.
A pálya kétféle konfigurációt alkalmazhat: vagy egymástól független, a pályairányra merőlegesen elhelyezett zárt réztekercseket, vagy laminált réz- vagy alumíniumlapokat.

### Történet
1998 májusában a Lawrence Livermore National Laboratory egyik fejlesztői csapata – Richard Post vezetésével – egy új ötlettel állt elő, melyet „Inductrack“ néven mutattak be. Az eljárás neve az induktor vagy indukció szavakból származik. A fejlesztés egyébként egy másik lendkerekes energiatárolórendszer-projekt „mellékterméke” volt.
A technológia a járművek lebegtetéséhez egyszerű, szobahőmérsékleten is alkalmazható „hagyományos” (neodímium-vas-bór) mágneseket használ, azaz nem (energiafaló) szupravezetőket vagy elektromágneseket. A mágneseket egy speciális konfigurációba, a Halbach-tömbbe (Halbach-Array) kell elrendezni.
2004-ben egy nyolctonnás járművel tesztelték a 120 méteres lineáris motor Inductrack pályájukat, sikeresen. A vizsgálati modellben a jármű 35 km/h sebesség felett emelkedett el a kerekeiről, és kezdett lebegni a pálya felett. A további fejlesztéseket akkor sajnos Richard Post 2015-ös halála ellehetetlenítette. A technológiát mindenesetre átvették a Hyperloop One fejlesztői, és ezzel a Transrapid egyik legkomolyabb „átkát”, az energiát zabáló pályát sikerült megspórolniuk.
Háromféle kialakítás létezik: Inductrack I, amely nagy sebességű működésre optimalizált, Inductrack II, amely alacsonyabb sebességnél hatékonyabb, és Inductrack III, amely kis sebességnél nagy terhelésre készült.
Az Inductracket (vagy Inductrakot) a kaliforniai Lawrence Livermore Nemzeti Laboratórium tudóscsoportja találta fel Richard F. Post fizikus vezetésével a mágnesvasutakban való használatra, a lendkerekek lebegtetésére használt technológia alapján. Állandó sebességnél csak ahhoz kell energiát biztosítani, hogy a vonatot a levegő és az elektromágneses ellenállás ellenében előre lehessen tolni. Egy minimális sebesség felett, ahogy a vonat sebessége növekszik, a lebegési rés, a felhajtóerő és a felhasznált teljesítmény nagyjából állandó. A rendszer a mágnes súlyának 50-szeresét képes felemelni.

## Leírás
Az induktív pálya elnevezés az induktivitás vagy induktor szóból származik; egy elektromos eszköz, amely huzalhurokból készül. Ahogy egy Halbach-mágneses mező áthalad a huzalhurkokon, a mező szinuszos változásai feszültséget indukálnak a pályatekercsekben. Kis sebességnél a hurkok nagyrészt ellenállásos impedanciát képeznek, ezért az indukált áram ott a legnagyobb, ahol a mező a leggyorsabban változik, vagyis a mező legkevésbé intenzív részei körül, így kevés felhajtóerő keletkezik.
Sebességnél azonban a tekercsek impedanciája a sebességgel arányosan megnő, és uralja a tekercsegységek összetett impedanciáját. Ez késlelteti az áramcsúcs fázisát, így az indukált áram a pályán hajlamosabb arra, hogy jobban egybeessen a mágnescsoport mezőcsúcsaival. A pálya így saját mágneses mezőt hoz létre, amely az állandó mágnesekhez igazodik és azokat taszítja, létrehozva a lebegtető hatást. A pálya jól modellezhető soros RL áramkörök tömbjeként.
Ha neodímium-vas-bór állandó mágneseket használnak, a lebegés alacsony sebességgel érhető el. A tesztmodell 22 mph (35 km/h) feletti sebességnél lebegett, de Richard Post úgy véli, hogy valódi pályákon a lebegés már "mindössze 1 és 2 mph (1,6 és 3,2 km/h) sebességnél is elérhető." Az átmeneti sebesség alatt a mágneses ellenállás a jármű sebességével nő; az átmeneti sebesség felett a mágneses ellenállás a sebességgel csökken. Például 500 km/h (310 mph) sebességnél a felhajtóerő és a légellenállás aránya 200:1, ami jóval magasabb, mint bármely repülőgépé, de sokkal alacsonyabb, mint a klasszikus acélból acélra épített sínnél, amely eléri az 1000:1 arányt (gördülési ellenállás). Ez azért következik be, mert az induktív impedancia a sebességgel arányosan nő, ami kompenzálja a tekercsek által érzékelt mező gyorsabb változásának sebességét, így állandó áramáramot és áramfogyasztást biztosít a lebegtetéshez.
Az Inductrack II variáció két Halbach-táblát használ, egyet a pálya felett és egyet alatta, hogy megduplázza a mágneses mezőt anélkül, hogy a táblák súlya vagy területe jelentősen megnövekedne, miközben alacsony sebességnél csökkenti a légellenállást.
Több mágnesvasút-javaslat is az Inductrack technológián alapul. Az Egyesült Államok Nemzeti Repülési és Űrhajózási Hivatala (NASA) szintén fontolgatja az Inductrack technológiát űrrepülőgépek indítására.
A General Atomics több kutatási partnerrel együttműködve fejleszti az Inductrack technológiát.

## Az InducTrack fejlődése
Az alkalmazástól függően a felhajtóerő és a légellenállás aránya alacsony vagy nagyobb sebességnél előnyös. Az Inductrack három változatát különböző célokra tervezték. Az Inductrack I-et nagy sebességű vonatokhoz tervezték. A felhajtóerő-ellenállás arány csökken a sebesség növekedésével párhuzamosan. Az Inductrack II viszonylag kis sebességnél több lebegési képességgel rendelkezik, és egyéni (PRT) vagy városi közlekedésben használható, és konzolos pályát használ. Az InducTrack III nagy terhelésre és rakományra tervezték, a nagy terhelések elviselése érdekében csak részben konzolos pályával.

## Csökkentés
Nincs aktív csillapítás, a csillapítást csak a pálya geometriája biztosítja. A vizsgálatok kimutatták, hogy alacsony frekvenciájú (1 Hz-es) rezgések fordulnak elő, és a pálya mechanikus csillapítására (az Inductrack II-n) amerikai szabadalmat adtak ki (7478598). A pályát szegmensekre vágják, és minden egyes szegmenst mechanikusan csillapítanak.

### Hyperloop Inductrack
A Hyperloop-koncepciók esetén a speciális Halbach-tömbök gyakorlatilag úgy biztosítanak kis távolságú mágneses lebegtetést a vonatoknak, hogy mágnesességük akár 50-szeresen is meghaladhatja az egyéb megoldásokat.
A járművek aljára a technológia szerint Halbach-tömböt kell szerelni, míg a pályát zárt rézhuzalokból álló szegmensekből kell felépíteni. A Halbach-tömb mozgatása közben a mágneses mező a tekercsekben áramot indukál, ez a járművet felemeli pár centiméterrel (nagyjából egy hüvelykre, azaz 2,54 cm-re) a pálya szintje fölé, és amíg a mozgás tart, stabilan ott is tartja.
A jármű nyugalmi helyzetében nem lebeg, stabilan (az ez esetre kiépített) kerekeken áll. Amint elkezd gyorsulni, eleinte még a kerekeken gördül, de nagyjából 1–2 km/h sebességet meghaladva kezd elemelkedni a kerekekről és lebegni.
Habár a jármű mozgatásához külső energiát igényel, a lebegés a mozgásból nyert energiával működik, nem igényel semmilyen aktív elektronikát vagy további betáplálást, ez a funkció a pálya teljes hosszán passzív. Ráadásul nagy sebesség esetén a jármű aerodinamikus kialakításának köszönhetően egy vékony légpárna is kialakul a vonat alatt, ezzel is „rásegítve” a Halbach-tömb munkájára. Az eljárást szokás passzív EDS-nek is nevezni, megkülönböztetve az SCMaglev-nél alkalmazott (mélyhűtött pályát igénylő) aktív EDS-től.
Az első ilyen Inductrack-megoldással működő hyperloop rendszert a Virgin Hyperloop One nevű cég tervezi kiépíteni a dubaji 2020-as világkiállításra.
A NASA is vizsgálja az Inductrack eljárást, jövőbeli kilövőállások céljából.

## Fordítás
- Ez a szócikk részben vagy egészben a Inductrack című angol Wikipédia-szócikk ezen változatának fordításán alapul.  Az eredeti cikk szerkesztőit annak laptörténete sorolja fel. Ez a jelzés csupán a megfogalmazás eredetét és a szerzői jogokat jelzi, nem szolgál a cikkben szereplő információk forrásmegjelöléseként.